# Élections législatives jamaïcaines de 1993
Des élections législatives ont lieu en Jamaïque le 30 mars 1993. Elles sont remportées par le Parti national du peuple, qui gagne 52 sièges sur 60. La participation est de 67,4 %.

## Résultats
| Parti                          | Votes   | %    | Sièges | +/- |
| ------------------------------ | ------- | ---- | ------ | --- |
| Parti national du peuple       | 401 131 | 60,0 | 52     | +7  |
| Parti travailliste de Jamaïque | 263 711 | 39,4 | 8      | -7  |
| Indépendants                   | 3 975   | 0,6  | 0      | 0   |
| Votes invalides/blancs         | 6 479   | –    | –      | –   |
| Total                          | 675 296 | 100  | 60     | 0   |
| Source : Nohlen                |         |      |        |     |